# Ruma Maida
Pour plus de détails, voir Fiche technique et Distribution.

Ruma Maida (diffusé à l'échelle internationale sous le titre de Maida's House) est un film indonésien de 2009 écrit par Ayu Utami, réalisé par Teddy Soeriaatmadja et mettant en vedette Atiqah Hasiholan, Yama Carlos, Nino Fernandez, et Frans Tumbuan. 

## Synopsis
Le film raconte le combat d'une femme afin de sauver une maison historique de la destruction par un développeur ; il montre aussi la vie de l'ancien propriétaire de la maison.

## Production
Le travail sur ce qui allait devenir Ruma Maida a commencé en 2008, lorsque Utami a été approché par Lamp Pictures qui lui a demandé d'écrire un script imprégné de la notion de nationalisme ; elle a terminé la tâche en six mois, avec la participation de Soeriaatmadja. 
Après trois mois de pré-production, le tournage a commencé en Semarang, au Java central et à Kota Tua Jakarta. Le montage a pris trois mois.

## Sortie
Le film — avec une bande-son du groupe Naif et une chanson écrite par Utami — est sorti le 28 octobre 2009, à l'occasion de la commémoration du Serment de la Jeunesse (Sumpah Pemuda en indonésien) ; il a ensuite été montré dans les festivals de films à Singapour, en Australie et en Italie.

## Accueil critique
Ruma Maida, qui utilise une différente approche visuelle pour les scènes du passé et du présent, traite de l'importance de l'éducation, de l'histoire et du pluralisme. La réception du film a été partagée ; les critiques ont salué l'approche stylistique mais désapprouvé l'intrigue et le dialogue. 

## Récompenses
Il a été sélectionné pour douze Citra Awards en 2009, au Festival du film indonésien, et en a obtenu un.